# Lights Out (Fernsehserie)
Lights Out ist eine US-amerikanische Fernsehserie, die vom 11. Januar 2011 bis zum 5. April 2011 beim Sender FX lief. Aufgrund nicht zufriedenstellender Einschaltquoten wurde die Serie nach nur einer Staffel abgesetzt.

## Handlung
Die Serie handelt vom ehemaligen Schwergewichtsboxer Patrick „Lights“ Leary, der nicht nur nach dem eigentlichen Ende seiner Karriere versuchen muss, seine Familie als Schuldeneintreiber durchzubringen, sondern auch an der bei Boxern vorkommenden Krankheit Dementia pugilistica leidet, einer Krankheit, ausgelöst durch die häufigen Schläge oder Stöße auf den Kopf.

## Darsteller
| Rollenname                   | Schauspieler        |
| ---------------------------- | ------------------- |
| Patrick „Lights“ Leary       | Holt McCallany      |
| Johnny Leary                 | Pablo Schreiber     |
| Theresa Leary                | Catherine McCormack |
| Robert „Pops“ Leary          | Stacy Keach         |
| Ava Leary                    | Meredith Hagner     |
| Daniella Leary               | Ryann Shane         |
| Katherine Leary              | Lily Pilblad        |
| Richard „Death Row“ Reynolds | Billy Brown         |
| Margaret Leary               | Elizabeth Marvel    |
| Hal Brennan                  | Bill Irwin          |
| Barry K. Word                | Reg E. Cathey       |
| Ed Romeo                     | Eamonn Walker       |

## Episodenliste
| Nr. | Deutscher Titel | Originaltitel | Erstausstrahlung USA | Regie                          | Drehbuch                       |
| --- | --------------- | ------------- | -------------------- | ------------------------------ | ------------------------------ |
| 1   | —               | Pilot         | 11. Jan. 2011        | Norberto Barba & Clark Johnson | Justin Zackham                 |
| 2   | —               | Cakewalk      | 18. Jan. 2011        | Norberto Barba                 | Warren Leight                  |
| 3   | —               | The Shot      | 25. Jan. 2011        | Ed Bianchi                     | Bryan Goluboff                 |
| 4   | —               | Bolo Punch    | 1. Feb. 2011         | Norberto Barba                 | Carter Harris                  |
| 5   | —               | The Comeback  | 8. Feb. 2011         | Rosemary Rodriguez             | Nathan Jackson & Warren Leight |
| 6   | —               | Combinations  | 15. Feb. 2011        | Tom DiCillo                    | Stu Zicherman                  |
| 7   | —               | Crossroads    | 22. Feb. 2011        | Ken Girotti                    | Robin Veith                    |
| 8   | —               | Head Games    | 1. März 2011         | Phil Abraham                   | Bryan Goluboff                 |
| 9   | —               | Infight       | 8. März 2011         | Jean de Segonzac               | Bryan Goluboff & Warren Leight |
| 10  | —               | Cut Men       | 15. März 2011        | Nick Gomez                     | Carter Harris                  |
| 11  | —               | Rainmaker     | 22. März 2011        | Norberto Barba                 | Robin Veith                    |
| 12  | —               | Sucker Punch  | 29. März 2011        | Jean de Segonzac               | Stu Zicherman                  |
| 13  | —               | War           | 5. Apr. 2011         | Norberto Barba                 | Warren Leight                  |